# Das letzte Fort (1951)
Das letzte Fort (Originaltitel: Fort Worth) ist ein US-amerikanischer Western aus dem Jahr 1951 von Edwin L. Marin mit Randolph Scott und David Brian in den Hauptrollen. Der Film wurde von Warner Bros produziert. Österreichischer Verleih- und TV-Titel ist Rivale und Verräter.

## Handlung
Der ehemalige Revolvermann Ned Britt ist als Reporter bekannt, der Missstände aufdeckt. Mit seinem Partner Ben Garvin und dem Schreiber Luther Wicks reist er von Kansas nach San Antonio in Texas. Im Zug begegnet Ned Flora Talbot, für deren Vater er in Fort Worth gearbeitet hat. Flora ist mit Neds altem Freund Blair Lunsford, einem Viehhändler, verlobt.
Der Zug wird von einer Rinderherde des Viehbarons Gabe Clevenger aufgehalten. Clevenger ist mit Ned 14 Jahre zuvor aneinandergeraten und will verhindern, dass er nach Texas zurückkommt. Am Abend versucht Happy Jack, einer von Clevengers Handlangern, Ned zu einem Duell zu provozieren. Ned hat durch seine Erlebnissen im Amerikanischen Bürgerkrieg genug vom Töten und lässt seine Waffe stecken. Happy Jack feuert trotzdem und löst damit eine Stampede aus, die dem jungen Toby Nickerson das Leben kostet. Flora ist entsetzt, dass Ned tatenlos blieb, doch der versichert ihr, dass er Clevenger mit der Macht der Presse bekämpfen werde.
In Fort Worth erfährt Ned, dass viele Einwohner wegen der Arbeitslosigkeit weggezogen sind. Blair ist jedoch überzeugt, dass die Anbindung an die Eisenbahn die Stadt zu einem Knotenpunkt für die Viehfracht machen wird. Clevenger terrorisiert die Gegend, weil die Eisenbahn das Ende für seine Viehtriebe bedeuten würde. Der Sheriff ist zu ängstlich, um gegen Clevenger vorzugehen. Ned will in Fort Worth bleiben und eine Zeitung gründen. Ben findet heraus, dass Blair günstig Land aufkauft, dass die weggezogenen Bewohner abstoßen. Ben hegt den Verdacht, dass Clevengers Terror Blair begünstigt.
Als Neds ehemalige Verlobte Amy Brooks in Fort Worth erscheint, lädt Ned sie zu einem Abendessen mit ihm, Blair und Flora ein. Sie enthüllt dabei, nach Ned mit Blair liiert gewesen zu sein, der sie nur wegen Floras Geld und Ländereien verlassen hat. Der erzürnte Blair beschuldigt Ned, mit Amy zu intrigieren, weil er selbst in Flora verliebt sei. Als Ned in die Redaktion zurückkehrt, findet er Ben erstochen auf. Die Waffe ist ein Messer, wie sie Clevengers Männer benutzen. Ned lässt sich zum Deputy machen und erschießt Bens Mörder.
Mehrere Einwohner haben sich durch Neds Zeitungsartikel zu einer Bürgerwehr zusammengeschlossen, um gegen Clevenger vorzugehen. Ned erfährt, dass Blair die Bürgerwehr anführt. Trotz allem lässt Clevenger einen Zug angreifen, mit dem Blair Eisenbahnarbeiter nach Fort Worth bringen lässt. Blair fragt Ned um Hilfe, um Clevenger eine Falle zu stellen. Ned willigt ein, doch im Zug erklärt Ned, dass Bens Verdacht richtig gewesen sei. Nun will er Ned und Clevenger zugleich beseitigen. Blair lockt Ned in einen Waggon und setzt diesen in Brand, doch Ned kann entkommen und macht sich an die Verfolgung seines ehemaligen Freundes. Er findet ihn bei Flora und fordert ihn zum Kampf. Blair flieht erneut und Ned erklärt Flora, dass er Blairs Machenschaften in der nächsten Ausgabe der Zeitung enthüllen wird. Ned wird in seinem Büro von Blair aufgesucht, der seine Taten gesteht und seine Waffe zieht. Bevor er abdrücken kann, wird er von Flora durch das Fenster erschossen, die alles mitangehört hat. Auch Clevenger versucht, Ned zu töten, der ihn jedoch erschießen kann.
Fort Worth wird von der Eisenbahn erschlossen und beginnt zu florieren. Neds Glück wird komplett, als ihm seine Frau Flora informiert, schwanger zu sein.

## Produktion

### Hintergrund
Gedreht wurde der Film vom 26. Dezember 1950 bis Anfang Februar 1951 auf der Iverson Movie Ranch in Chatsworth, auf der Movie Ranch des Studios in Calabasas sowie in den Warner-Studios in Burbank.

### Stab
Marjorie Best war für das Kostümbild verantwortlich. Die Spezialeffekte wurden von Hans F. Koenekamp und William C. McGann gefertigt.
Für Edwin L. Marin war es die letzte Filmarbeit. Er verstarb am 2. Mai 1951, etwas mehr als zwei Monate vor der Uraufführung des Films.

### Besetzung
In kleinen nicht im Abspann erwähnten Nebenrollen traten Creighton Hale, Bud Osborne und Sheb Wooley auf. Ebenfalls unerwähnt blieb Pat Mitchell als Toby Nickerson.

## Synchronisation
| Rolle          | Schauspieler    | Deutscher Synchronsprecher |
| -------------- | --------------- | -------------------------- |
| Ned Britt      | Randolph Scott  | Heinz Engelmann            |
| Blair Lunsford | David Brian     | Hans Nielsen               |
| Flora Talbot   | Phyllis Thaxter | Tilly Lauenstein           |
| Luther Wicks   | Dick Jones      | Horst Buchholz             |
| Gabe Clevenger | Ray Teal        | Hans Emons                 |
| Joe Castro     | Paul Picerni    | Peter Petersz              |
| Ben Garvin     | Emerson Treacy  | Hans Hessling              |
| Shorty         | Bob Steele      | Heinz Giese                |
| Sheriff        | Chubby Johnson  | Walter Werner              |
| Happy Jack     | Zon Murray      | Horst Niendorf             |

Anmerkung: Die kursiv geschriebenen Namen sind Rollen und Darsteller, die nicht im Abspann erwähnt wurden.

## Veröffentlichung
Die Premiere des Films fand am 12. Juli 1951 in New York statt. In der Bundesrepublik Deutschland kam er am 17. Juli 1953 in die Kinos, in Österreich im November 1953.

## Kritiken
Der Filmkritiken-Aggregator Rotten Tomatoes hat in einer Auswertung von über 100 User-Kritiken ein Publikumsergebnis von 57 Prozent positiver Bewertungen ermittelt.
Das Lexikon des internationalen Films schrieb: „Der anspruchslose Western hat interessante Ansätze, erstarrt im Verlauf der Handlung jedoch zur genreüblichen Schablone mit guten Landschaftsaufnahmen.“
Die Filmzeitschrift Cinema bezeichnete das Werk als routinierte Arbeit.
Der Kritiker des TV Guide sah einen enttäuschenden Scott-Western.